# Khatauli Rural
Khatauli Rural é uma vila no distrito de Muzaffarnagar, no estado indiano de Uttar Pradesh.

## Demografia
Segundo o censo de 2001, Khatauli Rural tinha uma população de 10,737 habitantes. Os indivíduos do sexo masculino constituem 53% da população e os do sexo feminino 47%. Khatauli Rural tem uma taxa de literacia de 48%, inferior à média nacional de 59.5%: a literacia no sexo masculino é de 57% e no sexo feminino é de 37%. Em Khatauli Rural, 21% da população está abaixo dos 6 anos de idade.